# Бананов сплит
Банановият сплит (на английски: banana split) е десерт на базата на сладолед, банан и гарнитура от плодов сироп и различни сладкарски декорации. Банановият сплит е разновидност на десерта съндей и е типичен за американската кухня.
Банановият сплит се е появил през първото десетилетие на ХХ век, като има спорове къде именно: в Латроуп, Пенсилвания или в Уилмингтън, Охайо, или някъде другаде. Десертът придобива популярност след като в началото на XX век United Fruit Company започва мащабна доставка на банани в САЩ.
В класическия си вариант банан се нарязва на половинки по дължина и се поставя в продълговата чиния. Между половинките на банана се слагат три топки сладолед: ванилов, шоколадов и ягодов. Така полученият десерт се полива със сироп (топинг): ваниловият сладолед с ананасов сироп, шоколадовия сладолед с шоколадов сироп, а ягодовият съответно с ягодов сироп. Украсява се с ягоди, малини, нарязан ананас, маршмелоу, чукани ядки и коктейлна вишна.